# Juan de León (c.1585-1664)
Juan de León (Segovia, c. 1585 - Segovia, antes del 9 de mayo de 1664) fue un compositor y maestro de capilla español.

## Vida
Se conoce tanto el origen como la fecha aproximada de nacimiento del maestro Juan de León por un memorial que envió el 21 de mayo de 1660 al cabildo de la Catedral de Segovia. León afirma en el memorial que estuvo 20 años de mozo de coro, por lo que, si se tiene en cuenta que los infantes solían entrar en el coro con siete u ocho años, se puede deducir el año de nacimiento hacia 1585. Fue hermano de Manuel de León, también compositor, hijo de Juan de León y Catalina Fernández. Del informe de limpieza de sangre de Manuel se deduce que el padre procedía de «las montañas» de León y era frutero. La madre era originaria del lugar de la Cuesta y regentó el negocio del marido tras el fallecimiento de este hasta que su hijo Juan obtuvo el magisterio segoviano. Su formación musical fue en la Catedral de Segovia como infante del coro de la capilla de música, posiblemente bajo el magisterio de Pedro Serrano.
El 10 de octubre de 1607 se le entregó la «ropa negra», una indicación de que ya había mudado de voz y que ya tenía unos 20 años. En 1611 seguía de mozo del coro y el cabildo le aumentó el salario en esa ocasión a los 8000 maravedís anuales, salario bajo, pero razonable para quien seguía viviendo en el colegio de infantes. En 1613 se le perpetuó el salario para que pudiese ordenarse sacerdote.
Ese mismo año de 1613 se presentaba a las oposiciones al magisterio de la Catedral de Orense, en las que tuvo éxito. Permaneció hasta 1617, cuando fue llamado desde Oviedo. El maestro Villa Corta había dejado vacante el cargo y el cabildo decidió «que no se pongan edictos, sino que se llame al maestro de capilla de Orense, que se fue a la oposición de León [...], que dice que vendrá pasadas las fiestas del Corpus y envía un cartapacio con nueve villancicos para la fiesta del Corpus con un propio». Ese mismo año fue nombrado maestro de capilla, pero permaneció solo tres años, hasta 1620.
Desde la partida de León de la Catedral de Segovia se habían sucedido los maestros Sebastián López de Velasco y Juan de la Bermeja. Ese último había partido a la Catedral de Toledo en noviembre de 1619, dejando el cargo en Segovia vacante. El cabildo segoviano acordó recibir a los maestros de Úbeda y Valladolid, Juan Ruiz de Robledo, para que realizasen las oposiciones. Inicialmente también se quiso traer a Juan de León desde Oviedo, pero tras dos votaciones el cabildo se decidió en contra. La organización de las oposiciones se retrasó un tanto, lo que dio tiempo a León a escribir al cabildo en enero de 1620 mostrando su interés y solicitar que prorrogasen los edictos. El cabildo accedió y finalmente se realizaron las oposiciones el 6 de febrero de 1620. Participaron solo dos candidatos: Juan de León y Diego de Grados, que se documenta como maestro de la «Catedral de Úbeda». El supervisor de las oposiciones, Cristóbal de Isla, maestro de la Catedral de Palencia, y el cabildo se decidieron finalmente por Juan de León el 8 de febrero.
En 1640, a propuesta del maestro León, el cabildo decidió llamar en febrero de 1640 a Francisco Correa de Arauxo como organista de la catedral. Arauxo tomó posesión del cargo el 4 de mayo de ese año. Tras el fallecimiento de Arauxo a finales de 1654, el cabildo puso nuevos edictos para buscar a un nuevo organista. En la primera convocatoria no se presentó ningún candidato; en la segunda convocatoria se presentaron dos candidatos que fueron rechazados por el maestro León por ser insuficientes. Finalmente se presentó Antonio Brocarte, que fue aceptado el 15 de junio de 1655.
León permaneció en Segovia más de cuarenta años. No hay noticias de que tuviese problemas con el cabildo o los músicos, y el cabildo le mostró en numerosas ocasiones su aprecio. En 1660 solicitó la jubilación, «atento a que sirve en la iglesia sesenta años, los veinte de mozo de capilla y los cuarenta de maestro della», que le fue concedida, pero solo en parte. Se jubiló el 4 de junio de 1660, pero solo de una media ración, así que no tenía que asistir al coro, pero seguía teniendo que componer la música en las fiestas de guardar, dirigir la capilla y realizar las demás obligaciones del magisterio. Entre sus alumnos destacó Miguel Gómez Camargo.
El 9 de mayo de 1664 el cabildo segoviano publicaba nuevos edictos para ocupar el magisterio de la capilla, por lo que se supone que Juan de León había fallecido en Segovia poco antes.

## Obra
Se conservan algunas composiciones de Juan de León, en su mayoría en la Catedral de Segovia:
- Misa de batalla, a ocho voces;
- Magificat, a doce voces y acompañamiento;
- Magificat de 2º tono, a ocho voces y acompañamiento;
- Suberba tecta civium, himno a nueve voces y acompañamiento;
- Adiuva nos, motete a cuatro voces;
- Cantemus Domino, motete a doce voces y acompañamiento;
- Exaltata est, motete a ocho voces;
- Inter natos mulierum, motete a ocho voces y acompañamiento;
- Tu, Domine, motete a ocho voces y acompañamiento;
- Libera me, Domine, responsorio a doce voces y acompañamiento;
- Beatus vir, salmo a doce voces y órgano;
- Dixit Dominus, salmo a doce voces y acompañamiento;
- Laetatus sum, salmo a ocho voces y acompañamiento;
- Laetatus sum, salmo a doce voces y acompañamiento;
- Mirabilia, salmo a ocho voces y acompañamiento;
- Purificase al fuego del amor la niña, villancico a ocho voces y acompañamiento;
- Christus factus est, miserere a ocho voces;
- Et incarnatus est, a cinco voces;
- Et incarnatus est, a siete voces;
- Taedet animam meam vitae meat, letanía de difuntos a doce voces y acompañamiento.